# Die Rote Zora
Die Rote Zora ist ein Kinderfilm des deutschen Regisseurs Peter Kahane aus dem Jahr 2008 nach dem 1941 erschienenen Kinderbuch Die rote Zora und ihre Bande von Kurt Held. Es handelt sich um die zweite Verfilmung des Stoffs, nach der Fernsehserie Die rote Zora und ihre Bande von 1979. An der Produktion waren NDR und Studio Hamburg beteiligt. Finanziell unterstützt wurde der in Montenegro gedrehte Film von der Filmförderung Hamburg.

## Handlung
1930er Jahre: Nach dem Tod seiner Mutter irrt der junge Branko durchs Land und sucht seinen Vater, weil er wie dieser ein Geiger werden will. In Senj, einer kleinen Stadt an der kroatischen Küste, findet er ein Hotel, in dem sein Vater früher aufgetreten ist, und hört zufällig mit, wie der Bürgermeister Iveković und der reiche Fischhändler Karaman Pläne schmieden, die die dortigen Fischer in die Armut treiben und Karaman das Monopol auf frischen Fisch sichern sollen. Als Karaman bemerkt, dass sie belauscht werden, lässt er Branko wegen eines belanglosen Diebstahls verhaften. Obwohl sich der angeblich bestohlene Fischer Gorian für ihn einsetzt, wird er ins Gefängnis gesteckt, aber wenig später von der rothaarigen Zora befreit und in ihre Bande aus Waisen aufgenommen, die in einer Burgruine leben. Da sie arm sind, müssen sie Essen stehlen, um zu überleben, weswegen sie als Kriminelle verfolgt werden.
Die Mitglieder der Bande (Zora, Branko, Pavle, Nikola und Đuro) nennen sich Uskoken und sehen sich selbst als Untergrundkämpfer für Gerechtigkeit. Als sie einem Bauernjungen zu Hilfe kommen, der von „den Gymnasiasten“ (bürgerlichen Oberschicht-Kindern) ausgeraubt wurde, kommt es zum Kampf. Einer der Gymnasiasten zieht ein Messer und verletzt Pavle schwer. Karamans Sohn, der gefangen genommen wurde, wird von Zora gezwungen, sich bis auf die Unterwäsche auszuziehen, um eine Trage anzufertigen. Die Bande bringt Pavle in ihren Unterschlupf, wird aber von Karamans Sohn verfolgt, der das Versteck an seinen Vater verrät. In der Nacht können die Uskoken gerade noch rechtzeitig durch einen Geheimgang vor den Polizisten und Karaman fliehen. Da Pavle Hilfe benötigt, wenden sie sich an den Fischer Gorian. Er nimmt sie auf und heilt Pavles Verletzung mit den ihm bekannten Mitteln.
Zum Dank dafür helfen die Uskoken dem alten Gorian tatkräftig beim Fischen. Branko möchte jedoch vor allem das Geigenspiel erlernen und nimmt heimlich zu Zlata, der Tochter des Bürgermeisters, Kontakt auf, von ihrem Spiel beeindruckt. Er besucht sie in ihrem Haus, und sie unterrichtet ihn.
Als Gorian und den Uskoken ein reicher Thunfischfang gelingt, verhindert Karaman mit seiner Marktmacht, dass Gorian seinen Fisch verkaufen kann, um seinen letzten verbliebenen Konkurrenten zu ruinieren. Erst als Gorian droht, die gefangenen Fische freizulassen, bietet Karaman einen anständigen Preis unter der Bedingung, dass der größte Fisch wie üblich dem Bürgermeister geschenkt wird. Während dieser Szene wären die bei Gorian versteckten Uskoken fast von Karamans Hund verraten worden, dem sie schon vorher Gutes getan haben, doch Karaman erschießt den Hund einfach, als der ihm nicht gehorchen will. Das eingenommene Geld teilt Gorian zu gleichen Teilen mit den darüber sehr überraschten Uskoken.
Schon längst bahnt sich in der Bande ein Konflikt an: Đuro ist in Zora verliebt, diese in Branko, und der hat nur Augen für Zlata. Zora kauft sich von ihrem Anteil ein Kleid, um Branko zu gefallen. Der schwimmt aber lieber an den Strand, wo Zlata badet. Đuro glaubt, dass Branko die Uskoken an Zlata verraten will, und schwimmt ihm nach, wird jedoch im Wasser von einem Riesenkraken angegriffen. Branko rettet ihn unter Einsatz seines eigenen Lebens. Dadurch findet die Bande wieder zusammen.
Gorian erzählt den Uskoken, dass man dem Bürgermeister statt des Fisches lieber einen toten Hund schenken solle – das sei früher üblich gewesen, wenn dem Bürgermeister nicht mehr vertraut wurde. Darauf tauschen die Uskoken den Geschenkfisch heimlich gegen den von Karaman erschossenen Hund aus, was den Bürgermeister auf dem Geburtstagsfest großem Gelächter aussetzt. Zlata ahnt, dass die Bande der roten Zora hinter dieser Schande steckt. Sie stellt Branko in ihrem Zimmer zur Rede und teilt ihm mit, dass auch sein Vater ein Dieb und mit dem Geld der Kapelle durchgebrannt sei, und Branko selbst sei nicht besser. Sie schließt ihn ein und holt die Polizei. Zora hört den ersten Teil des Gesprächs mit, hält Branko nun auch für einen Verräter und stellt sich lieber selbst. Erst aus Zlatas Verrat erfährt sie, dass Branko doch auf ihrer Seite ist, und befreit ihn aus dem Zimmer, doch dabei werden sie beide von der Polizei entdeckt und festgenommen, kurz darauf auch die anderen Uskoken.
In der Gerichtsverhandlung fordert der Bürgermeister unter Karamans Einfluss drei Jahre Haft, auch für Gorian, weil er die Uskoken gedeckt hat. Gorian wendet sich in seiner Verteidigungsrede direkt an die Bürger und verweist auf die Gründe für die Diebstähle: Er habe die Uskoken als fleißig und anständig kennengelernt, und eine Gesellschaft, die verwaiste Kinder zum Stehlen zwinge, gehöre eher selbst auf die Anklagebank. Seine Rede findet Gehör, und Karaman verlässt nach dieser Niederlage wütend die Stadt. Die Kinder werden freigesprochen und von örtlichen Familien aufgenommen. Zlata verlässt das Dorf, um zu studieren.

## Produktion

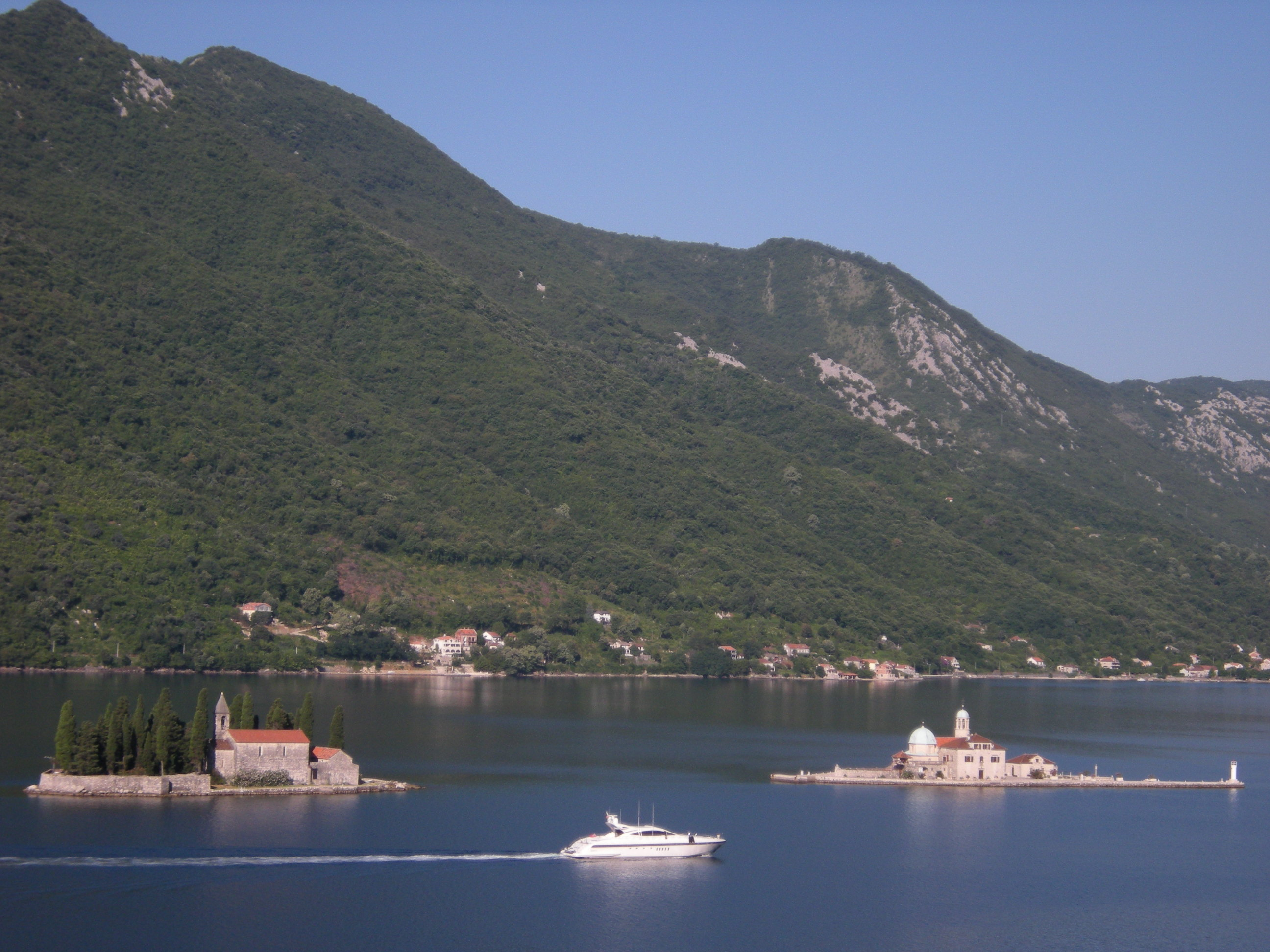
Bucht von Perast

Senj kam als Drehort wegen der deutlich sichtbaren Modernisierungen zur Drehzeit nicht mehr in Frage. Die naturbelassene Küste von Montenegro diente als Kulisse, mit dem Küstenort Perast als Senj.

## Kritiken
„Das Ergebnis ist ein recht oberflächlicher Film für Kinder, der sich zwar mit den historischen Requisiten viel Mühe gibt, dem es aber kaum einmal gelingt, die Perspektive der Kinder, die eigentlich im Mittelpunkt der Geschichte stehen sollten, glaubwürdig zu vermitteln.“

„Peter Kahane hat den Roman auf die Eckpunkte der Handlung verkürzt und das Hauptgewicht auf die Action verschoben – mit vielen Verfolgungsjagden durch malerische Gassen und einem turbulenten Kampf mit einem Riesenkraken. Helds Sozialkritik bleibt auf der Strecke. Noch schwerer wiegt die grobe Zeichnung der Bösewichter. Doofe Polizisten gehören mittlerweile zum Klischee des Kinderfilms. Doch selten hat man Dominique Horwitz – mit Glatze, so dass die Ohren noch frecher hervorstehen – und Ben Becker so schlecht gesehen. Einzig Mario Adorf gewinnt mit seiner natürlichen Darstellung Profil.“

„Über einen gefälligen, an der sozialen Oberfläche klebenden Unterhaltungswert, bei der die Realität der 1930er Jahre durch viele liebevoll in Szene gesetzte Requisiten jener Jahre verklärt und verfälscht wird, kommt der Film nicht hinaus. […] Einzig Mario Adorf als alter Fischer, der sich Zora und ihrer Bande annimmt und sich zum eigenen Nutzen und doch uneigennützig für die Rechte der Kinder stark macht, strahlt so viel Charisma und Natürlichkeit aus, dass er seine Rolle nicht nur zu spielen scheint, sondern sie tatsächlich verkörpert. Bei einem Filmstoff, in dem eigentlich die Jugendlichen und ihre Perspektive im Mittelpunkt stehen sollten, ist das aber zu wenig.“

## Auszeichnungen
Der Film erhielt von der Filmbewertungsstelle in Wiesbaden das Prädikat „Besonders wertvoll“. In der Begründung heißt es: „Die zeitlosen Themen Freundschaft, Vertrauen, Familie und Sehnsucht nach Geborgenheit, aber auch erste Verliebtheit, Träume und Hoffnungen werden hier humorvoll und behutsam aufgearbeitet, wobei vor allem die hier ebenfalls aufgezeigten Negativseiten des Lebens wie Eifersucht, Enttäuschungen und Verletzungen verhindern, dass der Film in eine allzu heile Weltschau abgleitet.“